# قره‌چان‌لی (لاچین)
قره‌چان‌لی (ترکی آذربایجانی: Qaraçanlı) یک منطقهٔ مسکونی در جمهوری آرتساخ است که در استان کاشاتاق واقع شده‌است.